# 扫把竹
扫把竹（学名：Fargesia fractiflexa）为禾本科箭竹属下的一个种。

## 扩展阅读
- 維基物種上的相關：扫把竹